# Vaccí de Medigen contra la COVID-19
El vaccí MVC també conegut com a MVC-COV1901 és un vaccí contra la COVID-19 desenvolupada per Medigen Vaccine Biologics a l'empresa taiwanesa Dynavax Technologies i a l'Institut Nacional de la Salut de Taiwan.

Aquesta vacuna està feta per la proteïna S S-2P recombinant dels Instituts Nacionals de Salut. Els resultats preliminars dels assaigs de fase I es van publicar el juny del 2021, on s'indicava una resposta immunitària robusta provocada per la vacuna.

## Autoritzacions
Emergència (2)
1. Taiwan[9]
2. Paraguay[10]
Altres entitats:
Somalilàndia[11]